# Shehla Zia
Pour les articles homonymes, voir Zia (homonymie).
Shehla Zia, aussi connue sous le nom de Shahla Zia, née en 1947 ou 1948 et morte le 10 mars 2005, est une avocate et militante pakistanaise, connue pour son engagement dans la défense du droits des femmes.

## Biographie
Zia est née en 1947 ou 1948. Elle est la fille de Mahmood Ali Khan, un militant indépendantiste pakistanais, et Satnam Mahmood (en), une figure du militantisme du droit des femmes, éducatrice et animatrice de radio pakistanaise,. Elle a suivi les cours de l'Université du Punjab dans les années 1960, où elle est l'une des premières pakistanaises diplômées en droit.

## Activisme et engagement professionnel
Shehla Zia est l'une des fondatrices de l'organisation de défense des droits des femmes Aurat Foundation, ainsi que du cabinet d'avocat pour les femmes AGHS, et du centre d'aide juridique en 1980,. 
En 1983, Zia est emprisonnée avec plusieurs autres femmes pour avoir protesté contre la Loi de 1983 sur les preuves en face de la Haute Cour de Lahore,, qui avait pour effet de rendre le témoignage d'un témoin masculin égal à ceux de deux femmes, dans certaines circonstances,. Elle a également été active dans le Women's Action Forum. Zia s'est construite une réputation dans la lutte contre les lois discriminantes à l'égard des femmes et des minorités religieuses,.
Zia a travaillé dans une commission nommée par le gouvernement pour examiner le statut des femmes au Pakistan. Elle a été coauteure d'un rapport publié en 1997. Lorsque l'Assemblée nationale du Pakistan a approuvé la charia en 1998 par le Quinzième amendement constitutionnel, Zia a été contrainte de démissionner de ses postes dans plusieurs organes gouvernementaux.
En 1994, Zia est plaignante dans une affaire de la Cour suprême du Pakistan, dans laquelle les plaignants ont intenté un recours en justice contre la construction d'une station de production électrique, invoquant des risques pour la santé.
La décision est considérée comme une jurisprudence importante dans les droits de l'environnement au Pakistan, ayant statué que le droit à un environnement sain est protégé par la constitution, suivant le principe de respect du droit à la vie et à la dignité,.

## Vie privée
Elle a un fils et deux filles,. L'une de ses filles, Mahila Zia Lari, également avocate et militante des droits de l'homme, meurt à l'âge de 58 ans, des suites d'une maladie.